# Пономарёв, Леонид Николаевич
Леонид Николаевич Пономарёв (14 июня 1925 года, Кушва — 25 сентября 2004 года, Москва) — советский экономист и историк, доктор исторических наук (1980), профессор. Ректор Свердловского института народного хозяйства (1968-1971).

## Биография
Родился в 1925 году. В годы Великой Отечественной войны работал на Кушвинском металлургическом заводе, сначала учеником, затем мастером. В 1943 году окончил вечернею школу, и сразу же ушел на фронт.
После окончания войны поступил в Свердловский юридический институт, в 1950 году получил диплом. В 1955—1962 годах получил второе высшее образование во Всесоюзном заочном финансово-экономическом институте в Москве.
С 1956 по 1965 годы находился на партийной работе, в том числе в Свердловском горкоме КПСС. В 1965 году защитил кандидатскую диссертацию «Экономическое воспитание и образование трудящихся в период развернутого строительства коммунизма», после заочного обучения в аспирантуре Уральского университета.
В 1965 году назначается на работу в Свердловский научно-исследовательский институт экономики и организации производств, где занимается подготовкой научной базы для развития экономики и промышленности региона. В 1967 году становится директором НИИ.
В 1968 году назначается ректором Свердловского института народного хозяйства. Находясь во главе вуза, проделал значительную работу по улучшению преподавательского состава: количество докторов наук, профессоров увеличилось с 3 до 7, кандидатов наук и доцентов — с 62 до 105, в целом удельный вес преподавателей с учеными степенями и званиями возрос с 28 до 33 %. Внёс значительный вклад в укрепление материально-технической базы института, при нём было выстроено общежитие для студентов, а также новый учебный корпус.
В 1971 годы был избран членом бюро и секретарём Свердловского обкома КПСС. Через несколько лет переехал в Москву, где работал в Академии общественных наук при ЦК КПСС в должности проректора. Защитил докторскую диссертацию в форме научного доклада «Опыт КПСС по осуществлению комплексного подхода в политико-воспитательной работе в современных условиях» (1980) и получил звание профессора.
Скончался в 2004 году, похоронен на Троекуровском кладбище Москвы.